# Cajeta
A cajeta a mexikói Guanajuato államban található Celaya városából származó, általában kecsketejből készült, karamellel és fahéjjal ízesített édesség.

## Története
Celaya városát, ahonnan a cajeta származik, 1570-ben alapították a spanyolok, akik egyebek mellett a leche quemada (jelentése: „égett tej”) nevű karamellás tej receptjét is behozták magukkal Európából. Az idők során, mivel Celaya környékén rengeteg kecskét tenyésztettek, kialakult a kecsketejes leche quemada, végül a cajeta. Ez az édesség annyira népszerű lett, hogy amikor 1910-ben megépítették a város első víztornyát, a köznyelvben csak La Bolának („A Golyó”) nevezett tornyot, a városiak viccesen azt beszélték, az cajetával van tele.
Neve a cajete szóból származik: ez volt a neve annak a fából készült edénynek, melyben az elmúlt évszázadok során készítették, és ami jellegzetes ízéhez is hozzájárult.

## Készítése
Ma mintegy 40 családi vállalkozás készíti hagyományos módon a cajetát. Ezek a vállalkozások átlagosan naponta 130 litert készítenek és többnyire helyben, piacokon árulják. A legnagyobb „felvásárlóerő” a turizmus, ezért főként az idegenforgalmi szezonban fut fel az édesség termelése. Igaz, az utóbbi időkben országszerte annyira megnőtt az igény, hogy néhány nagyobb gyárat is létesítettek. (Celayában 7–8 ilyen üzem működik.) Ezek a gyárak is készítenek hagyományos cajetát, de egy „kereskedelmi” változatot is, melyet az üzletek polcain is megtalálhatunk, és ami kukoricából kivont glükózt is tartalmaz. Míg a „házi” változat semmilyen tartósítószert nem tartalmaz, ezért kevés ideig tartható el, a kereskedelmi cajeta akár 10 hónapig is eláll. Időnként ez a változat abban is különbözik, hogy tehéntejet is tartalmazhat.
A hagyományos gyártás során a nyers kecsketejet szabad tűzön forralják hatalmas rézlábasokban, és cukrot (valamint a savasság szabályozására szódabikarbónát) tesznek bele. Nagy farudakkal keverik addig, amíg el nem éri a megfelelő sűrűséget (ez körülbelül 3 óra), majd hagyományos cajetékbe vagy egyszerűen üvegekbe töltik.

## Változatok
Amellett, hogy a cajetát manapság nagyon sokféleképpen ízesítik (létezik fahéjas, diós, fenyőmagos és epres változat is), négy hagyományos típusa létezik: az eredeti, a vaníliás, a quemada (melyet 3 helyett 6 óráig forralnak) és a legelterjedtebb, az envinada, melybe alkoholt (bort, rumot vagy egyéb likőrt) tesznek.